# Berner Kammerchor
Der Berner Kammerchor ist ein Gemischter Schweizer Chor, der seit 80 Jahren existiert und das musikalische Erscheinungsbild der Stadt Bern maßgebend mitprägt. Dabei liegt das Schwergewicht auf der Aufführung anspruchsvoller geistlicher Chormusik.

## Geschichte
Gegründet wurde der Berner Kammerchor im Sommer 1940 durch Fritz Indermühle. Von Anfang an standen anspruchsvolle A-cappella-Chorwerke auf dem Programm. Von 1974 bis 2012 war Jörg Ewald Dähler künstlerischer Leiter des Berner Kammerchors. Seitdem hat sich der Chor die Pflege und Aufführung anspruchsvoller geistlicher Chormusik zum Ziel gesetzt. Das schließt nicht aus, dass ab und zu auch weltliche Musik – wie z. B. die „Jahreszeiten“ von Joseph Haydn – auf dem Programm steht.

## Gegenwart / künstlerisches Profil
Gegenwärtig besteht der Berner Kammerchor aus 50 - 60 Sängerinnen und Sängern. Künstlerischer Leiter ist seit 2012 Jörg Ritter, der mit dem Chor regelmäßig mit anspruchsvollen Werken der geistlichen Chormusik auftritt. So sind die Auftritte und Konzerte an Karfreitag und am dritten Adventssonntag seit Jahren Eckpunkte im Berner Musikleben. Aber nicht nur durch Auftritte im Berner Münster, sondern auch bei inländischen Festivals und im Ausland – etwa in Paris oder in Berlin – hat sich der Chor einen Namen geschaffen, der durch Radio- und CD-Aufnahmen untermauert ist.

## Höhepunkte
Aus dem reich gefüllten Kalender des Berner Kammerchores sollen nachfolgend
einige Höhepunkte der letzten Jahrzehnte genannt werden:
- 1974 Oratorium „Das Jahr“ von Willy Burkhard
- 1985 „Matthäuspassion“ von J. S. Bach zum Bach-Jahr mit der Camerata Bern und Ernst Häfliger
- 1987 Uraufführung der „Lukas-Passion“ von Jörg Ewald Dähler im Berner Münster
- 1993 Mitwirkung am Festkonzert „100 Jahre Münsterturm“ mit dem „Te Deum“ von G. Verdi
- 1994 h-Moll-Messe von J. S. Bach zur Eröffnung der Meiringer Festwochen
- 1996 „Jubelmesse“ in G-Dur von C. M.  von Weber
- 1997 Es-Dur Messe von Franz Schubert
- 1999 „Requiem“ von S. von Neukomm als Schweizer Erstaufführung
- 2001 „Die Schöpfung“ von J. Haydn
- 2002 „Missa Votiva“von J. D. Zelenka
- 2014 Requiem von Mozart in der Fassung von Levin
- 2015 "75 Jahre Berner Kammerchor": Matthäus-Passion von Bach und Abschlusskonzert der Bachwochen Thun (Magnificat von Bach)
- 2017 Elias von Mendelssohn mit Originalinstrumenten und u. a. Martina Jankova als Sopranistin
- 2018 Brockes-Passion von Händel mit Markus Brutscher als Evangelist
- 2020 "80 Jahre Berner Kammerchor", Mozart c-Moll Messe, Willy Burkhardt "Die Sintflut", Daniel Glaus "Auftragskomposition", Bach h-Moll Messe

## Diskografie
- Joseph Haydn: Nelsonmesse Hob 22,11. Claves-Verlag, Thun [1984]
- Jan Dismas Zelenka: Requiem ZWV 45. Claves-Verlag, Thun [1985]
- Baldassare Galuppi: Magnificat G-dur für Sopran, Chor und Orchester. Claves-Verlag, Thun [1986]